# Twarde
Twarde – część wsi Dobra w Polsce położona w województwie podkarpackim, w powiecie przeworskim, w gminie Sieniawa, w sołectwie Dobra
W latach 1975–1998 miejscowość położona była w województwie przemyskim.
Twarde obejmują 21 domów, a także jest kaplica filialna pw. Matki Bożej Nieustającej Pomocy.